# مارغوت كال
مارغوت كال (بالإسبانية: Margot Kahl)‏ هي صحفية ومهندسة وعارضة تشيلية، ولدت في 9 يناير 1961 في بويرتو فاراس في تشيلي.

## وصلات خارجية
- مارغوت كال على موقع IMDb (الإنجليزية)
- مارغوت كال على موقع قاعدة بيانات الفيلم (الإنجليزية)